# بزورا
رود بزورا یکی از شاخه‌هایی است که در ویشوگرود به ویستولا می‌ریزد. این رود در مرکز لهستان با ۱۷۳ کیلومتر (۱۰۷ مایل) طول و حوزه آبریزی به اندازه ۷٬۷۶۲ کیلومتر مربع قرار دارد. در طول جنگ جهانی دوم یکی از نبردهای مهم نیروهای لهستانی با ارتش آلمان نازی که در حال پیشروی به سمت ورشو بودند در نزدیکی این رود رخ داد.

## شهرهای حاشیه رود
- ازگیش
- الکساندروف ووتسکی
- اوزورکوف
- ونچتسا
- وویچ
- سوخاچو
- بروخوو (استان ماسوویان)
- ویشوگرود